# Crisis del costo de vida del Reino Unido del 2021-2023
Desde fines de 2021, los precios de muchos bienes esenciales en el Reino Unido comenzaron a aumentar más rápido que los ingresos de los hogares, lo que resultó en una caída de los ingresos reales. Esto se debe, en parte, a un aumento de la inflación en el Reino Unido, así como al impacto económico de problemas previos o paralelos, como la pandemia de COVID-19, la invasión rusa de Ucrania y el Brexit. Si bien todos en el Reino Unido se ven afectados por el aumento de los precios, la crisis afecta de manera más sustancial a las personas de bajos ingresos. El gobierno británico ha respondido a él de varias maneras, por ejemplo, proporcionando una subvención de £650 para los hogares que reciben beneficios por falta de recursos, un reembolso de impuestos municipales de £150 e implementando una garantía del precio de la energía.